# Уэльский университет
Уэльский университет или Университет Уэльса (англ. University of Wales, валл. Prifysgol Cymru) был конфедеративным университетом, основанным в 1893 году. Представлял собой объединение большей части высших учебных заведений Уэльса (фактически, единственным вузом Уэльса, который за историю Уэльского университета не был его членом, являлся Университет Гламоргана в Потиприде). В общей сложности, включая аккредитованные курсы, проводимые в других образовательных структурах, в университете проходило обучение более 100 000 человек.
В октябре 2011 года университет отозвал все аккредитации и объявил, что будет реорганизован. Уэльский университет в Ньюпорте и Университет Рексхема Глайнда стали независимыми университетами, а Университет в Суонси был объединён с Уэльским университетом Троицы Св. Давида.
К моменту объявленного закрытия, канцлером, то есть титульным главой, университета являлся принц Чарльз, должность про-канцлера замещал архиепископ Уэльский Барри Морган, а вице-канцлера, то есть фактического руководителя, — профессор Марк Клемент.

## История
Уэльский университет был открыт в 1893 году путём образования федерального высшего учебного заведения из трёх образующих колледжей: Университетского колледжа Уэльса (в настоящее время Университет Аберистуита), основанного в 1872 году, Университетского колледжа северного Уэльса (сейчас Университет Бангора) и Университетского колледжа южного Уэльса и Монмутшира (ныне Университет Кардиффа), созданных на основании «Абердэрского отчёта» в 1881 году. До вхождения в состав федерального университета указанные три колледжа осуществляли подготовку студентов для сдачи экзаменов и получения квалификационной степени в Лондонском университете.
Четвёртым присоединившимся колледжем стал в 1920 году колледж Суонси (в настоящее время Университет Суонси). В 1931 году в составе университета была образована Уэльская школа медицины в Кардиффе (в дальнейшем — Медицинский колледж Уэльского университета). В 1967 году в федеральный университет вошёл Уэльский колледж передовых технологий, получив название Института науки и технологий Уэльского университета. В 1971 году Сейнт-Дэвидс колледж (именуемый сейчас Уэльский университет в Лампетере) — старейший ВУЗ Уэльса, обладавший правом присваивать учёную степень, отказался от этого права и стал членом университета.
В условиях сложной экономической ситуации в Уэльсе в 1988 году произошло объединение Университетского колледжа в Кардиффе и Института науки и технологий Уэльского университета в Колледж Уэльского университета в Кардиффе.
В 1992 году Уэльский университет перестал быть единственным уэльским университетом, когда Политехнический институт Уэльса получил звание Университета Гламоргана.
Университет представлял собой федеральное объединение колледжей до 1996 года, в котором произошла реорганизация в двухуровневую структуру. Сделано это было для включения в состав двух новых учебных заведений: Кардиффского института высшего образования (ставшего Институтом Уэльского университета в Кардиффе) и Гвентского колледжа высшего образования (получившего название — Колледж Уэльского университета в Ньюпорте). В итоге новые члены получили статус университетских колледжей, а имевшие членство ранее — образующих институтов. В 2003 году оба новых колледжа приобрели права образующих институтов, а колледж в Ньюпорте в 2004 году получил от Тайного совета право называться Уэльским университетом в Ньюпорте.
1 августа 2004 года Колледж Уэльского университета в Кардиффе и Медицинский колледж Уэльского университета объединились в новое учебное заведение — Университет Кардиффа. Новый ВУЗ вышел из состава образующих институтов Уэльского университета и получил новый статус «аффилированного института», с правом присвоения учёной степени от собственного имени.
27 июля 2004 года в Уэльский университет вступили четыре новых члена: Институт высшего образования северо-восточного Уэльса, Институт высшего образования в Суонси (в настоящее время Метропольный университет Суонси) и Тринити-колледж в Кармартене ранее имевшие статус ассоциированных институтов, а также Уэльский королевский колледж музыки и драмы. Последний вышел из состава членов университета в январе 2007 года.
В сентябре 2007 года организационная структура университета была существенно изменена. Федеральное объединение было заменено на конфедерацию независимых институтов — аккредитованных учебных заведений, ряд из которых получили статус университетов: Университет Аберистуита, Университет Бангора, Университет Глиндура (бывший Институт высшего образования северо-восточного Уэльса), Метропольный университет Суонси и Университет Суонси. При этом, старейшим университетам — Аберистуита, Бангора и Суонси было предоставлено право ввести собственную квалификационную политику по присуждению степеней. Осенью 2008 года первые два воспользовались этой возможностью, а университет Суонси объявил, что также рассматривает подобный шаг.
В феврале 2011 года были объявлены планы по преобразованию Университета Уэльса в новый супер университет путём слияния с Институтом Уэльского университета в Кардиффе, Университетом Суонси и Троицей Святого Давида. Тем не менее, в июне 2011 года в докладе, подготовленном по требованию Уэльской Правительственной Ассамблеи, было сказано, что университет стал слишком зависим от доходов, полученных от подтверждения степеней, присуждённых зарубежными колледжами. В докладе было рекомендовано, что университет должен «радикально меняться», и если планируемые слияния не произойдут, то его роль должна либо быть сведена к поставщику услуг для остальной части Уэльского сектора высшего образования, либо свёрнута полностью. В том же месяце университету было рекомендовано пересмотреть партнёрские отношения с зарубежными колледжами как результат расследования BBC Wales, которая нашла недостатки в системе проверки иностранных степеней. В ответ на это университет принял решение о прекращении этой программы.
Расследование BBC в октябре 2011 года обнаружило, что его программа подтверждения степеней, присуждённых зарубежными колледжами, использовалась для обманного получения английских дипломов, которые позволяли студентам получать визу на работу в Великобритании, что привело к тому, что университет был вынужден прекратить данную практику. Университеты, аффилированные с ним, призвали, чтобы этот университет был формально закрыт. Университет Уэльса был официально объединён с Троицей Святого Давида в конце октября 2011 года.